# Betibú
Betibú (Betibú, 2011) è un romanzo della scrittrice argentina Claudia Piñeiro.
Nel 2014 ne è stato tratto un film per la regia di Miguel Cohan.

## Trama
Nel lussuoso quartiere extraurbano di Buenos Aires chiamato “La Maravillosa” viene trovato sgozzato un ricco residente. La quarantenne Nurit, detta Betibú, è una scrittrice in disgrazia che viene inviata da un quotidiano a La Maravillosa per un'insolita intervista. 